# Страхування урожаю сільськогосподарських культур
Страхува́ння сільськогоспо́дарської проду́кції — вид страхування, за яким предметом договору страхування є майнові інтереси, що не суперечать закону, пов'язані з відшкодуванням фінансових збитків(шомаж), понесених страхувальником або іншою особою, визначеною страхувальником у договорі страхування, при вирощуванні, збиранні врожаю сільськогосподарських культур і багаторічних насаджень, вирощуванні (розведенні, відгодівлі (утриманні) сільськогосподарських тварин, птиці, кролів, бджолосімей та хутрових звірів, вирощуванні, розведенні, вилову (добуванні) риби та інших водних живих ресурсів, іншої тваринницької продукції.

## Характеристика
Страхування урожаю сільськогосподарських культур — добровільне страхування, починаючи з 11 вересня 2010 року не належить до обов'язкових видів страхування.
Даний вид страхування передбачає обов'язок страховика за встановлену договором страхування плату (страховий внесок, страховий платіж, страхову премію) здійснити виплату страхового відшкодування відповідно до умов договору страхування шляхом відшкодування страхувальнику або іншій особі, визначеній страхувальником у договорі страхування (вигодонабувачу), збитку, понесеного ними у зв'язку з пошкодженням, загибеллю (втратою) посівів (посадок), загибеллю (втратою), вимушеним забоєм (знищенням), травматичним пошкодженням або захворюванням сільськогосподарських тварин, птиці, кролів, хутрових звірів, бджолосімей, риби та інших водних живих ресурсів, недобором (недоотриманням) тваринницької продукції, продукції бджільництва, загибеллю (недобором, недоотриманням) урожаю внаслідок настання подій, які передбачені договором страхування.

## Ризики, що приймаються на страхування
Страхування здійснюється від таких ризиків:
- град;
- вогонь;
- заморозки;
- крижана кірка, вимерзання;
- земельні чи земельно — водні селеві потоки;
- буря, ураган;
- злива, повінь, паводки;
- надлишкові опади;
- посуха чи зневоднення на землях, що підлягають зрошенню;
- епіфітотійний розвиток хвороб рослин, епіфітотійне розмноження шкідників рослин;
- землетрус, зсув;
- протиправні дії третіх осіб.

## Страховий випадок
Страховим випадком визнається завдання прямих збитків майновим інтересам страхувальника, пов'язаних з неотриманням або недоотриманням урожаю сільськогосподарських культур унаслідок однієї чи кількох зазначених вище подій, якщо вони передбачені договором страхування.
Під повною загибеллю сільськогосподарських культур слід розуміти знищення чи пошкодження більш як 70 % рослин на ділянці, на якій спостерігалася дія страхових ризиків, зазначених у страховому договорі. Це має бути підтверджено відповідним актом, підписаним представниками страховика та страхувальника. Факт настання страхових ризиків визначається компетентними органами: Українським Гідрометцентром, підрозділом Міністерства з надзвичайних ситуацій, Державною службою рятування, Службою захисту рослин, підрозділом Міністерства внутрішніх справ.

## Страхова сума
Страхова сума визначається у розмірі вартості майбутнього врожаю, шляхом множення середньої врожайності сільськогосподарської культури у господарстві (для нещодавно створених підприємств -у районі) за попередні 5 років на площу посівів сільськогосподарської культури і страхову вартість одиниці врожаю.
Вартість майбутнього врожаю встановлюється після погодження зі Страхувальником, але не вище середньої ціни реалізації за попередні 5 років, або у розмірі планової собівартості врожаю сільськогосподарської культури.